# Borova (Czarnogóra)
Borova (cyr. Борова) – wieś w Czarnogórze, w gminie Pljevlja. W 2011 roku liczyła 69 mieszkańców.